# Cronica S. Petri Erfordensis moderna
Die Cronica S. Petri Erfordensis moderna (deutsch Neue Chronik von St. Peter in Erfurt) ist eine Geschichtsdarstellung aus dem Peterskloster in Erfurt aus dem 13. und 14. Jahrhundert.
Die Chronik berichtet über die Geschichte des Klosters St. Peter in Erfurt von 1072 bis 1355. Die Peterschronik enthält viele Details zur Erfurter und zur thüringischen Geschichte.

## Editionen
Lateinischer Text
- Oswald Holder-Egger (Hrsg.): Scriptores rerum Germanicarum in usum scholarum separatim editi 42: Monumenta Erphesfurtensia saec. XII. XIII. XIV. Hannover 1899, S. 150–398 (Monumenta Germaniae Historica, Digitalisat)

Deutsche Übersetzung
- Georg Grandaur: Chronik von Sanct Peter zu Erfurt. 1100–1215 (= Geschichtschreiber der deutschen Vorzeit. Bd. 52). Leipzig 1881, 3. Auflage 1941 Digitalisat Auszug für die Jahre 1100 bis 1215